# Бранко Гавела
Не мешати са хрватским позоришним режисером Бранком Гавелом (хрв. Branko Gavella, са два л).
Бранко Гавела (Босански Петровац, 1914 — Београд, 1994) био је српски археолог и историчар уметности.
Био је цинцарског порекла.
Докторску дисертацију Келтски опидиум — Жидовар одбранио је 1952. године. Био је професор праисторијске археологије на Одељењу за археологију Филозофског факултета у Београду и родоначелник истраживања палеолита у Србији.
У 1970-им био је председник Српског археолошког друштва.

## Одабрана дела
Монографије
- Келтски оппидум Жидовар: прилог културној историји наше земље протоисториског доба (дисертација), 1952.
- Основи преисториске археологије: палеолит-неолит-бронза-халштат, 1952.
- Преисториска археологија. Део 1, 1956. (више каснијих издања под називом Праисторијска археологија)
- Фидија: класична епоха хеленске уметности, 1962.
- Историја уметности античке Грчке, 1969. (више каснијих издања)
- Предања и знања о старом Балкану, 1978.
- Палеолит Србије, 1988.
- Етрурци: историја, култура, уметност, 2007.